# Deux-Montagnes
Pour les articles homonymes, voir Deux-Montagnes (homonymie).
Deux-Montagnes est une ville canadienne au Québec située dans la MRC de Deux-Montagnes, dans la région des Laurentides. Elle est située à environ 35 km à l'ouest de Montréal.
Elle est accessible via l'autoroute 640, la route 344 (chemin d'Oka).

## Histoire

### Toponymie
La ville de Deux-Montagnes est ainsi nommée depuis 1963. Appelée auparavant Saint-Eustache-sur-le-Lac, le nom de Deux-Montagnes lui fut attribué à cause du lac des Deux Montagnes qui longe une bonne partie de la municipalité. Utilisé également pour nommer le comté de Deux-Montagnes, le toponyme de Deux-Montagnes est aussi employé pour désigner de nombreuses entreprises privées et publiques de la région.
Plusieurs interprétations du nom de Deux-Montagnes furent proposées au fil des ans. Nous vous en proposons trois qui apparaissent comme étant les plus plausibles.
La première explication est tirée de « L'histoire des Laurentides » où Gilles Boileau, historien qui a consacré une grande partie de son travail à l'étude de la région, affirme que ce sont les collines d'Oka, formées de roches précambriennes d'une quinzaine de kilomètres de diamètre et d'une hauteur de 225 m qui ont donné leur nom à la région. Cette explication apparaît comme étant la plus probable, puisque les collines d'Oka dominent la région par leur hauteur et leur masse. De plus, Pierre Hamelin considère également cette explication.
La seconde explication nous provient d'une brochure intitulée Le chemin des seigneuries. Selon les auteurs, le toponyme Deux-Montagnes tirerait ses origines de l'une des deux collines d'Oka, probablement celle où se trouve le Calvaire, et d'une autre colline située à Saint-André. Cette explication plus « régionale » mérite également d'être considérée.
La troisième explication se trouve dans un texte de Pierre Hamelin sur les origines du nom du lac Des-Deux-Montagnes. Selon Hamelin, la colline d'Oka où est situé le Calvaire serait l'une de ces deux montagnes, alors que la seconde, et c'est là l'originalité de cette explication, se trouverait sur la rive sud du lac près de Rigaud. Hamelin propose donc deux explications, une première qu'il partage avec Boileau et celle-ci qui veut que les deux montagnes se trouvent, l'une la rive nord et l'autre sur la rive sud. Avec l'explication fournie par les auteurs du « Chemin des Seigneuries », voilà un débat bien amorcé qui mériterait d'être éclairci un jour.
Si aujourd'hui la ville de Deux-Montagnes s'appelle ainsi, elle aurait pu tout aussi bien se nommer ville de Médicis, ville de Soissons, ville de Maupas ou encore ville de la Chaudière puisque ces quatre noms ont servi à désigner le lac Des-Deux-Montagnes avant que ce dernier terme ne soit employé. Toujours selon Hamelin, le nom de Médicis a été donné en 1612 au lac par Champlain en l'honneur de Marie de Médicis, épouse d'Henri IV. En 1632, Champlain change ce nom pour le lac Soissons en l'honneur du lieutenant général de la Nouvelle-France, Charles Bourbon, comte de Soissons. C'est en 1684, sur une carte de Franquelin, que l'on retrouve pour la première fois le nom de Deux-Montagnes, bien qu'il semble que ce nom ait été utilisé bien avant par la population. Quant aux noms de lac Maupas et lac de la Chaudière, aucune explication n'est fournie concernant leur origine.
Selon les informations recueillies par Jean-Paul Ladouceur de la Société d’histoire régionale de Deux-Montagnes, avant 1963, la ville ne s’appelait pas Deux-Montagnes, mais bien Saint-Eustache-sur-le-Lac une municipalité érigée le 18 août 1921. Le changement de nom s’est fait à la demande du conseil municipal qui voulait une appellation pouvant être traduite en anglais. À l’époque, la moitié de la population était anglophone.
Avant 1921, dans une proclamation datée du 7 février 1912, le territoire actuel de Deux-Montagnes a été érigé en municipalité sous le nom de Bel-Air, mais à la suite de deux requêtes de la part de contribuables, il fut ré-annexé au territoire de Saint-Eustache la même année.
Le nom provenait des deux montagnes que les coureurs des bois, les voyageurs et avant eux les Weskarinis, apercevaient sur la rive nord-ouest du lac après le portage de Sainte-Anne-de-Bellevue. L’une de ces montagnes est la montagne du Calvaire et l’autre, sa jumelle, se trouve à la hauteur de Saint-Joseph-du-Lac.
Le toponyme Deux-Montagnes fut d’abord attribué au lac, puis à la seigneurie du Lac-des-Deux-Montagnes, puis à la région de Deux-Montagnes. Certains prétendent que des Indiens auraient appelé la région Mamhinhan, là où il y a des bas de rivières, d’autres avancent que les Weskarinis désignaient l’endroit du nom de Moziosagan, le garrot de l’orignal.

### Maires
Les élections municipales se font en bloc pour le maire et les six conseillers.
| Deux-Montagnes Maires depuis 2002                                                                                    |                      |         |          |
| Élection | Maire                | Qualité | Résultat |
| 2002 | Pierre-Benoit Forget |         | Voir     |
| 2005 | Marc Lauzon          |         | Voir     |
| 2009 | Marc Lauzon          | Voir    |          |
| 2013 | Denis Martin         |         | Voir     |
| 2017 | Denis Martin         | Voir    |          |
| 2021 | Denis Martin         | Voir    |          |
| Élection partielle en italique Depuis 2005, les élections sont simultanées dans toutes les municipalités québécoises |                      |         |          |

Photos des conseils municipaux:
1921-1970
1970-2009

### Patrimoine

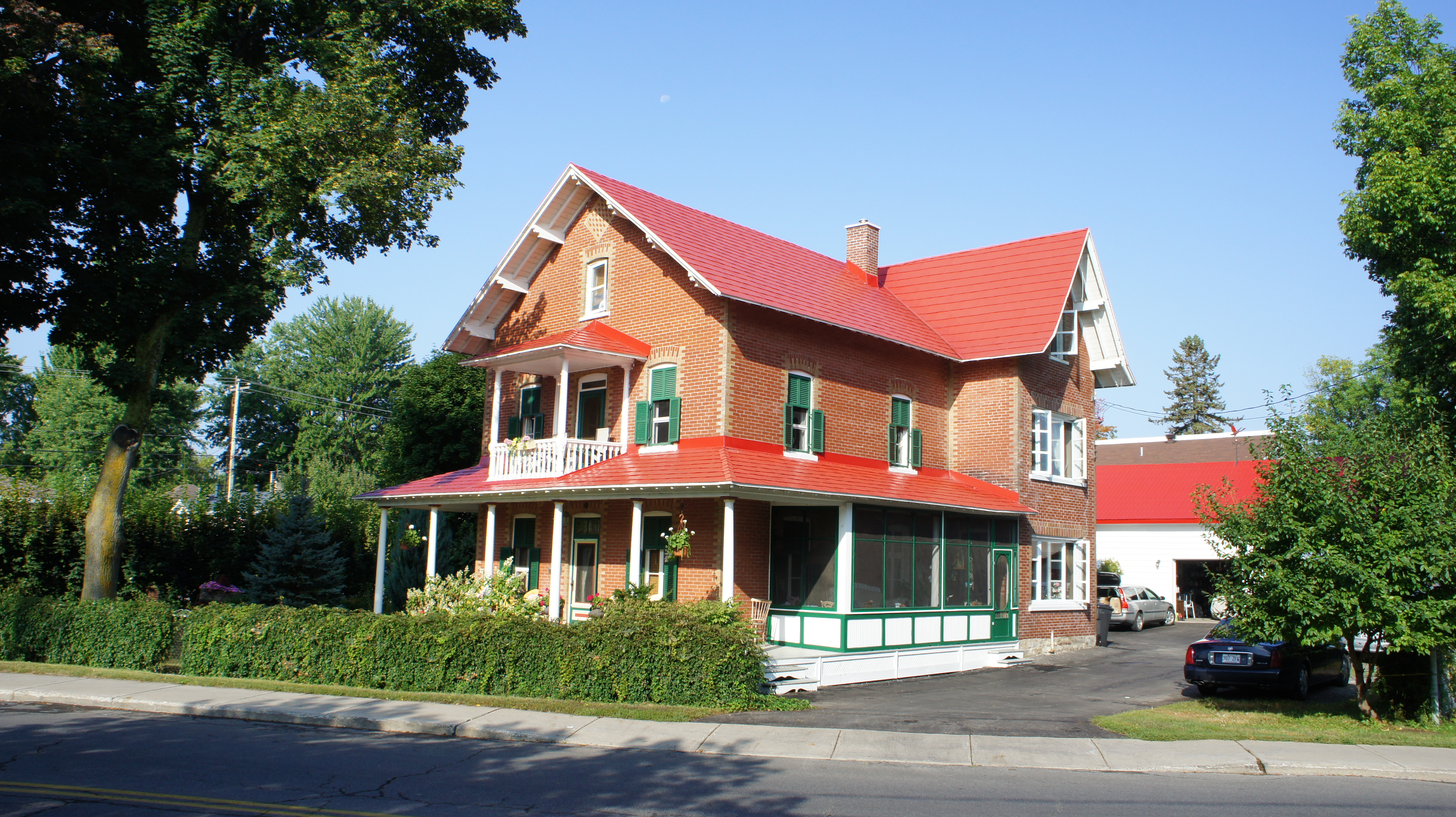
La maison Bélair est située au 201, Chemin d'Oka

C'est en longeant le chemin d'Oka et en restant attentif que l'on peut admirer le reste du passé de Deux-Montagnes.
D'anciennes résidences datant de la fin du XIXe siècle et du début du XXe rappellent la présence de ces familles pionnières de Deux-Montagnes. Parmi celles-ci, on peut noter:
- la maison Bélair, située au 201, Chemin d'Oka
- l'hôtel de ville, située au 803, Chemin d'Oka
- la maison Berthelet, sise au 1506, Chemin d'Oka
- la maison Dumoulin, située au 2501, Chemin d'Oka

Sise au 1304, Chemin d'Oka, la Petite École Jaune a été construite en 1939. Première institution scolaire sur le territoire de Saint-Eustache-sur-le-Lac, elle est devenue aujourd'hui le principal centre culturel de la ville.
Le premier restaurant franchisé de Deux-Montagnes est situé au 1513 chemin d'Oka. Il s'agit du restaurant Dairy-Queen. Celui-ci a ouvert à l'été 1958.

## Géographie
La ville de Deux-Montagnes est subdivisée en 6 petits quartiers:
- Grand-Moulin, situé à l'est, longeant la rivière Des-Mille-îles
- Du Lac, situé au sud, longeant le lac Des-Deux-Montagnes
- De La Gare, situé à l'ouest
- De L'Olympia, au centre de la ville
- Du Coteau, au nord
- Du Golf, au nord-est, contient le site de l'ancien terrain de golf

Le nom Grand-Moulin découle du site d'un ancien moulins à eau. Le district Du Golf s'appelle ainsi en raison de l'ancien terrain de golf qui se trouvait à cet endroit jusqu'au milieu des années 1970. Le quartier a été nommé « Du-Coteau » en raison du relief du mont Saint-Eustache.

### Hydrographie
La municipalité est située sur la rive de l'extrémité nord-est du lac des Deux Montagnes à l'embouchure de la rivière des Mille Îles.

## Environnement
Depuis 2006, la Ville a amorcé un virage vert avec comme objectif de réduire la quantité de déchets.

### Espaces verts
La ville compte une vingtaine de parcs tous différents les uns des autres. Le parc Grand-Moulin ou Aimé E. Struthers de la rue Cedar, est un incontournable pour admirer le paysage de la rivière Des-Mille Îles (bassin de Saint-Eustache). Ce parc riverain offre une descente pour petites embarcations.
Par ailleurs, la ville compte la toute première réserve naturelle en milieu urbain du Québec. C'est un boisé aménagé d'une superficie d'approximativement 128 000 m2, soit près de 2,15 % du territoire, qui orne les abords de la gare Deux-Montagnes. Celui-ci est traversée par une voie pédestre et cyclable. Le boisé de Deux-Montagnes, renommé Boisé Roger-Lemoine est une aire protégée qui abrite certaines espèces de la faune et de la flore en voie de disparition ou vulnérables.

### Faune et flore

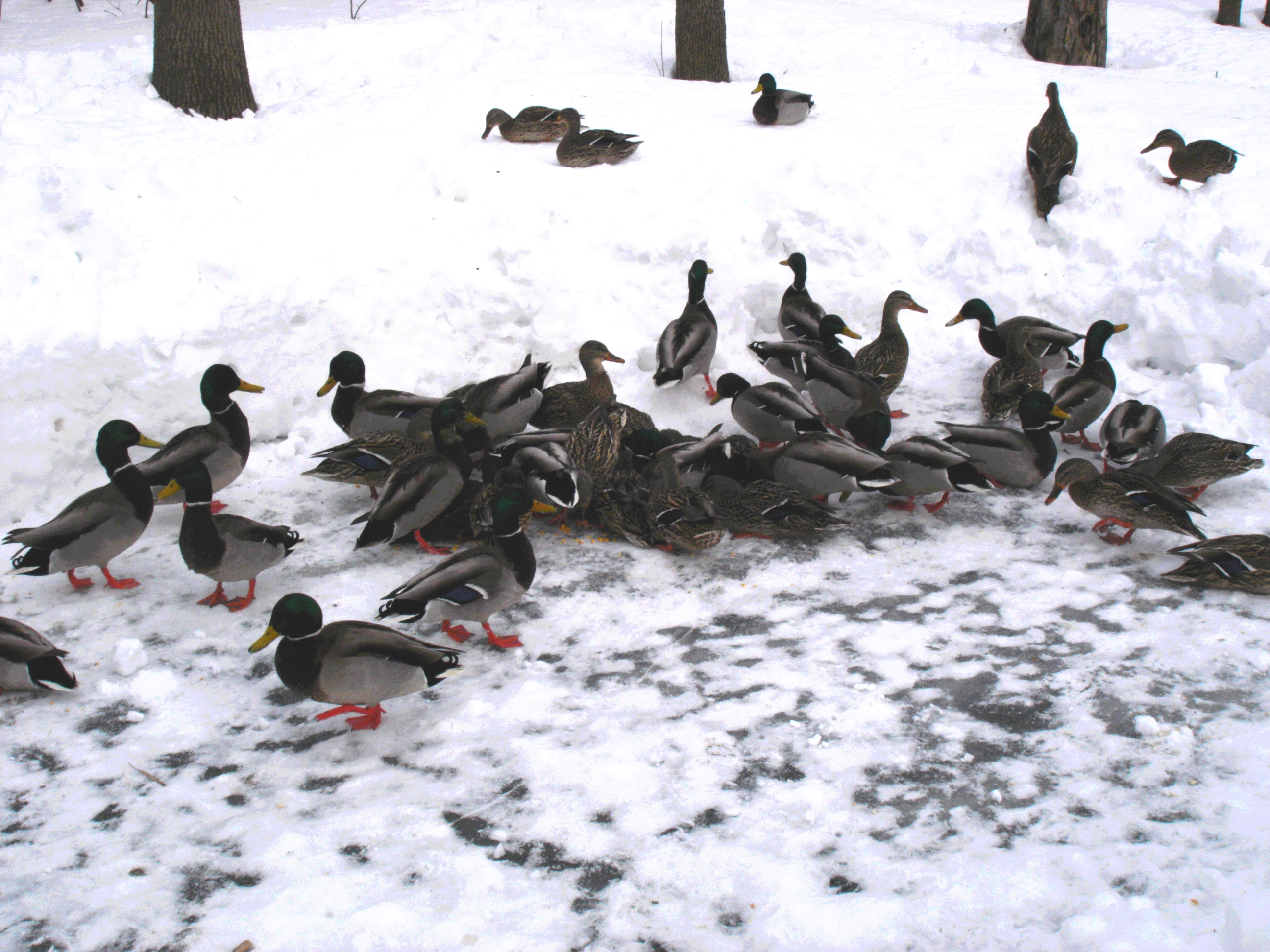
Photo d'un regroupement de canards colverts en hiver

Malgré la superficie restreinte des habitats naturels, on peut apercevoir de nombreuses espèces d'animaux et de plantes.
Le Boisé de Deux-Montagnes renferme une grande biodiversité. De nombreux oiseaux peuvent être observés par les amateurs d'ornithologie tels que le mésange à tête noire, le grand pic, le canard branchu et la buse à épaulettes. Pour les passionnés d'horticulture, on retrouve diverses plantes indigènes comme la sanguinaire du Canada, le trille blanc et l'uvulaire grandiflore. Le boisé protège des espèces vulnérables telles que l'érable noir, le carex, l'orme liège et la couleuvre brune.
Parce que les résidents offrent de la nourriture, on compte une faune commensale considérable, telle qu'une importante colonie de canards colverts qui attire le regard des curieux tout au long de l'année.

### Événements
Mai:
- Nettoyage du Boisé Roger-Lemoine
- Journée(s) horticole(s), distribution d'annuelles, de vivaces, d'une pousse d'arbre et de compost aux résidents.

Juillet:
- Concours Fleurir Deux-Montagnes (anciennement Concours Maisons Fleuries) récompense les propriétaires qui embellissent la façade de leur maison depuis 1987.
- Course de la famille

Août :
Deux-Montagnes en fête

### Programmes
- Une naissance, un arbre : choix entre un arbre de 10 à 15 pieds ou une subvention de 100 $ pour l’achat de couches réutilisables

### Règlements
- Il est exigé pour les nouvelles constructions qu'un arbre minimum soit planté à chaque 6 mètres de façade[10]
- Arrosage de la pelouse entre 20 h et 23 h les lundis et les jeudis seulement et ne doit pas durer plus de 60 minutes.
- Interdit de nettoyer les allés pavés et asphaltés avec l'eau de l'aqueduc[11]

## Transports et infrastructures

### Transport en commun

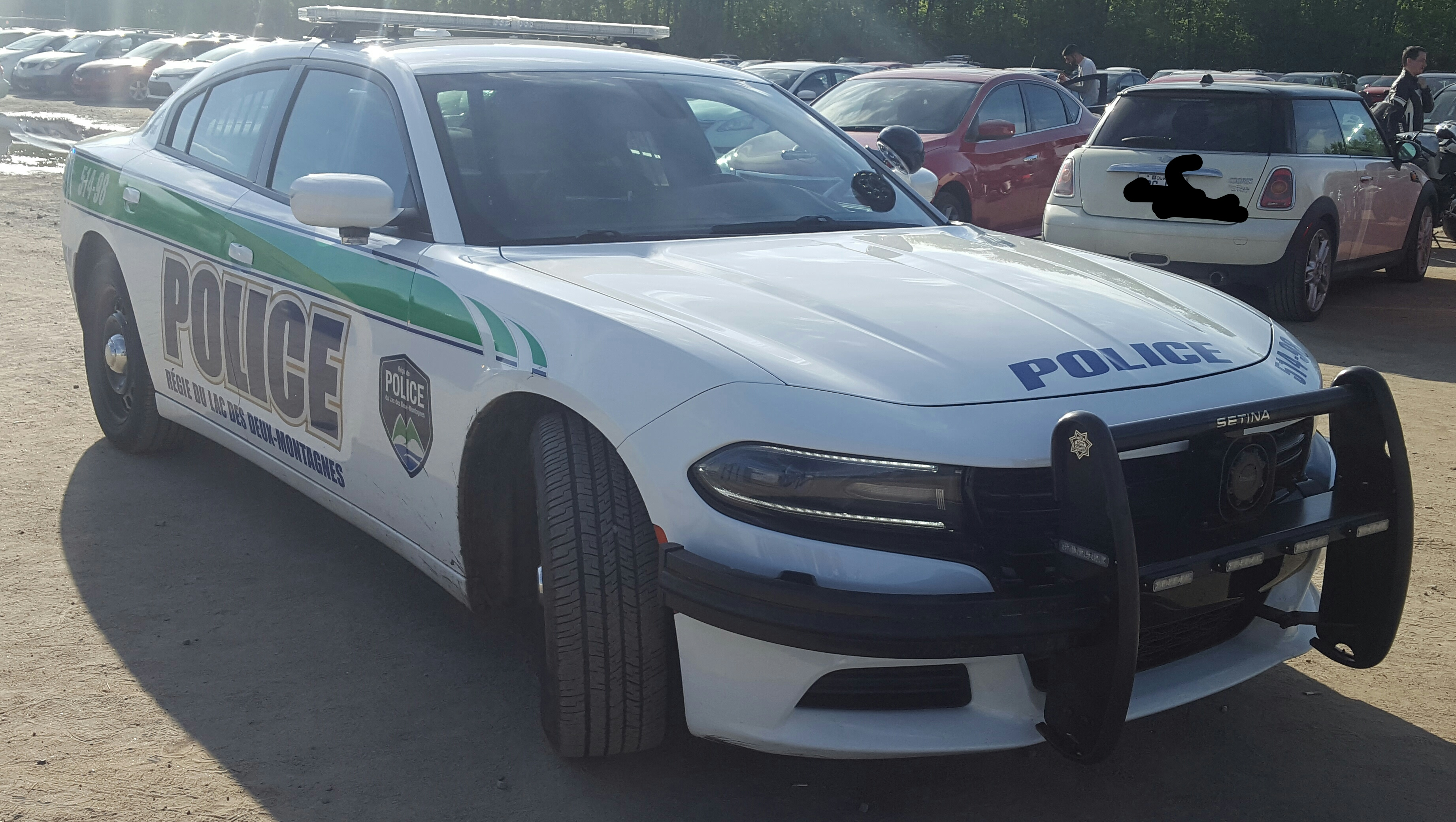
Une voiture Dodge Charger de la police de Deux-Montagnes.

Malgré la petite superficie de la ville, il y a deux gares de train de banlieue (Gare de Deux-Montagnes et Gare Du-Grand-Moulin). Ainsi, où que vous soyez dans la ville, en moins de quinze minutes vous avez accès à un train pour le centre-ville.
Les autobus des circuits 80, 89, 90, 92 et 93 desservent le territoire de la ville et des villes voisines, Saint-Eustache et Sainte-Marthe-sur-le-Lac

### Réseau cyclable
Deux-Montagnes est traversé par environ 5,84 kilomètres de voie cyclable, soit par la piste La-Vagabonde et la grande Route-Verte. On peut se rendre à Laval en passant par le barrage Du-Grand-Moulin, situé au bout de la 8e avenue. Une voie cyclable est aménagée dans le terre-plein du boulevard Deux-Montagnes. Avec celle-ci, vous pouvez vous rendre à Sainte-Marthe-sur-le-Lac et à Saint-Eustache.

## Société

### Population
| 1981  | 1986   | 1991   | 1996   | 2001   | 2006   | 2011   | 2016   | 2021   |
| ----- | ------ | ------ | ------ | ------ | ------ | ------ | ------ | ------ |
| 9 889 | 10 531 | 13 035 | 15 953 | 17 080 | 17 402 | 17 552 | 17 496 | 17 915 |

### Langues
Langue maternelle
- Français seulement : 76,2 %
- Anglais seulement : 15,8 %
- Français et anglais : 2,0 %
- Autres langues : 6,0 %

### Éducation
Deux-Montagnes compte 5 écoles primaires, 2 écoles secondaires et une école spécialisée .
Le Centre de services scolaire des Mille-Îles administre les établissements scolaires francophones:
Écoles primaires:
- École Emmanuel-Chénard
- École Sauvé
- École des Mésanges

Écoles secondaires:
- Polyvalente Deux-Montagnes (en) (date de 1966 )

École spécialisée:
- Pavillon des Érables

De plus, on y retrouve le Centre de formation professionnelle, l'Émergence.
La Commission scolaire Sir-Wilfrid-Laurier administre les établissements scolaires anglophones:
- École primaire Mountainview[17]
- École primaire Saint-Jude[18]
- École secondaire Lake of Two Mountains (en)[19]

### Religion
- All Saints Church (Anglican anglophone)
- Christ Church United (Protestant)
- Église Évangélique (francophone)
- Église Saint-Agapit (Catholique francophone)
- Holy Family Church (Catholique anglophone)
- People's Church (anglophone)

### Jumelage
La ville de Deux-Montagnes est jumelée avec la ville française Ville-la-Grand. Elle dispose d'ailleurs d'un parc du même nom. Toutefois, aucune activité n'est organisée entre les deux villes.

## Économie
La ville de Deux-Montagnes est très majoritairement résidentielle. Il y a tout de même une certaine diversité de commerces et d'entreprises (restaurants, bars, épiceries, cliniques, instituts de beauté, garage, mécanique LJ, Restaurant l'Œufrier Deux-Montagnes etc.).

## Culture et communications

### Bibliothèque
La première bibliothèque publique à Deux-Montagnes aurait été fondée en 1946 par le curé Chartrand, dès la fondation de la paroisse Saint-Agapit. Elle était située d’abord au presbytère, puis au sous-sol de l’église. Elle fut cédée par la suite au Club Fémina, qui l’administra de 1956 jusqu’en 1975. Lorsque le Club voulut se départir de la gestion de la bibliothèque, un comité de bénévoles fut pression auprès de la Ville pour qu’elle s’implique dans la conservation de la bibliothèque. La Ville accepta d’acheter les livres et de financer le loyer, et la bibliothèque ouvrit à nouveau ses portes en 1977. L’adoption du règlement établissant la bibliothèque municipale est adoptée en 1978 et entraîne la prise en charge définitive de cette dernière par la Ville. La bibliothèque déménage la même année dans de nouveaux locaux situés au Centre communautaire. Elle subit plusieurs agrandissements en 1990 et en 2004 grâce aux subventions du Ministère des Affaires culturelles du Québec.  La bibliothèque est informatisée en 1992, puis de nouveaux services s'ajoutent graduellement, comme l'Internet.
La bibliothèque de Deux-Montagnes a pour mission d’agir en : « (…) lieu citoyen favorisant l'épanouissement personnel, social et intellectuel afin de répondre aux besoins d'information, d'éducation, de culture et de loisirs de sa communauté :
- en offrant un lieu attrayant  et convivial favorisant les échanges;
- en offrant des espaces, équipements et connexions favorisant le travail et l'apprentissage;
- en offrant des ressources et services diversifiés accessibles à tous. »[20]

La bibliothèque possède plus de 90 000 documents.

### Lieux culturels
Le Grand Théâtre Olympia est une aréna qui se transforme en salle de spectacle durant l'été. La saison 2013 a été annulée faute de revenues.
La Petite école jaune est un centre culturel où se déroule une gamme d'activités culturelles (cours, ateliers, expositions, etc.).

### Festivals et événements
Au fil des années, Deux-Montagnes a accueilli divers événements culturels.
Décembre:
- La Parade du Père Noël, défilé communautaire avec 800 participants costumés et fanfares depuis 1970[22]

Février :
L'Hivernale de Deux-Montagnes
Mai:
- Journée horticole

Juillet:
- Fête du Canada, spectacle extérieur avec feux d'articles en soirée
- La Course de la famille

Septembre:
- Les Journées de la culture

### Organismes communautaires
- Le Club Lions
- 5e groupe scout Grand-Moulin
- Club Optimiste Deux-Montagnes
- Maison des jeunes de Deux-Montagnes
- Club d’Âge d’Or
- Le Ludusium
- Québec Secours
- Dépannage Saint-Agapit

## Sports

### Installations sportives
La ville de Deux-Montagnes dispose de nombreuses installations sportives. À proximité de la Polyvalente Deux-Montagnes, on retrouve un terrain synthétique multisports (principalement utilisé pour le football et le soccer), 4 terrains de tennis et 3 terrains de baseball. Au sud de la ville, dans le parc central, on retrouve une piscine, 3 terrains de soccer et un terrain de baseball. Enfin, il y a deux patinoires intérieurs. L'hiver, des ronds de glace sont aménagés dans certains parcs.

### Équipes sportives
- Hockey: Les Panthères de Deux-Montagnes (Association de hockey mineur du lac Deux Montagnes)
- Soccer: Les Shamrocks de Deux-Montagnes (Association régionale de soccer des Laurentides)
- Softball: Ligue de Softball Deux-Montagnes
- Baseball: Les Cardinals de Deux-Montagnes (Association de baseball mineur du lac des Deux Montagnes)
- Football: Les Centurions de la Polyvalente Deux-Montagnes (Réseau du sport étudiant du Québec)
- Ringuette: Association de ringuette Deux-Montagnes

## Personnalités
- Rodolphe Desrivières (1812-1847), patriote, y est né.
- Mikaël Kingsbury - Skieur acrobatique
- Fanny Létourneau - Nageuse synchronisée
- Danièle Sauvageau - Entraîneuse de l'équipe du Canada de hockey sur glace féminin
- Shawn Drover - Musicien
- Glen Drover - Musicien